# Am Ausfall 32 (Bützow)
Das Gebäude mit der postalischen Adresse Am Ausfall 32 ist ein im historistischen  Baustil gestalteter ehemaliger Schulbau des Realgymnasiums in Bützow im Landkreis Rostock, Mecklenburg. Über einen Zeitraum von 132 Jahren diente das Gebäude der gymnasialen Bildung. Heute steht es als Baudenkmal unter Schutz und wird ab dem Jahr 2025 als Außenstelle der Kreismusikschule des Landkreises Rostock genutzt.

## Architektur
Das Gebäude setzt sich aus zwei separaten Teilen zusammen, die in drei unterschiedlichen Bauphasen errichtet wurden.
1863
Das zweigeschossige, traufenständige Gebäude mit ausgebautem Dachgeschoss zeichnete sich durch vertikale Lisenen und eine Fassade in fünf Feldern aus. Das zentrale Feld verfügte über eine zweiflügelige Portaltür sowie ein gusseisernes Segmentbogenfenster. Die seitlichen Felder besaßen jeweils zwei gusseiserne Fenster. Ein dekorativer Fries rundete die Fassade ab. Außen waren die Wände aus Mauerziegeln, die Innenwände aus Lehmziegeln, und das Dachgeschoss war in Fachwerkbauweise errichtet. Das Dach wurde als Pfettendach mit einem stabilen Drempel und doppelten Hängewerken in der westlichen Hälfte konzipiert. Die Nordfassade war vermutlich ähnlich schön gestaltet wie die Straßenfassade.
1873
Im Jahr 1873 wurde aus Platzgründen ein zweigeschossiger Anbau mit Satteldach an das Vorderhaus errichtet. Dieser umfasste die gesamte Breite des Hauses und schuf drei neue Klassenräume sowie eine Aula. Der Anbau hatte auf der Ostseite einen Drempel, während die Westseite aufgrund der höheren Raumhöhe der Aula keinen benötigte.
1907
Im Jahr 1907 wurde der hofseitige Anbau an der Ostseite um einen Klassenraum erweitert. Dies geschah durch eine Aufstockung mit einem Walmdach, das von stehenden Stühlen getragen wurde. Neue Deckenbalken stabilisierten das Dach, und ein doppeltes Hängewerk ersetzte die Stuhlsäulen, wodurch der Flur im Dachgeschoss des Vorderhauses erweitert und der Zugang zum neuen Klassenraum geschaffen wurde.

## Sanierung
Nach seiner Verwendung als Bürger- und Vereinshaus sowie einem jahrelangen Leerstand wird das Gebäude 2024 zur Außenstelle der Kreismusikschule des Landkreises Rostock umgebaut.